# Strange Days
Strange Days är den psykedeliska musikgruppen The Doors andra album, utgivet i september 1967.
Mycket av materialet på detta album var skrivet vid samma tid som bandet skrev materialet till sitt första album. På albumet finns också en liknande komposition till "The End" från första albumet, "When the Music's Over" som liksom föregångaren är över 10 minuter lång. Albumet blev som bäst trea på Billboardlistan.

## Låtlista
Alla låtar skrivna av John Densmore, Robbie Krieger, Ray Manzarek och Jim Morrison.
Sida ett
1. "Strange Days" - 3:09
2. "You're Lost Little Girl" - 3:03
3. "Love Me Two Times" - 3:16
4. "Unhappy Girl" - 2:00
5. "Horse Latitudes" - 1:35
6. "Moonlight Drive" - 3:04

Sida två
1. "People Are Strange" - 2:12
2. "My Eyes Have Seen You" - 2:29
3. "I Can't See Your Face in My Mind" - 3:26
4. "When the Music's Over" - 10:59

## Medverkande
- Jim Morrison: Sång
- Robbie Krieger: Gitarr
- Ray Manzarek: Piano, orgel, marimba
- John Densmore: Trummor
- Doug Lubanh: Bas

- Bruce Botnick: Inspelningstekniker
- Joel Brodsky: Omslagsfoto
- William S.Harvey: Omslagskoncept

## Singlar från albumet
- "People Are Strange"/"Unhappy Girl" - 4 september 1967 (US #12)
- "Love Me Two Times"/"Moonlight Drive" - november 1967 (US #25)